# Otto Wille Kuusinen
Otto Wilhelm Kuusinen, abbreviato in Otto Wille (o Ville) Kuusinen (russo: Отто Вильгельмович Куусинен, Otto Vil'gel'movič Kuusinen; Laukaa, 4 novembre 1881 – Mosca, 17 maggio 1964), è stato un diplomatico, politico e critico letterario finlandese, noto per esser stato presidente della Repubblica Democratica Finlandese.
Tra i fondatori del Partito Comunista Finlandese, fu parlamentare del Granducato di Finlandia tra il 1908 e il 1914 e della Finlandia indipendente nel 1917-1918, per poi diventare capo del governo popolare della Repubblica Democratica Finlandese. Dopo la guerra si trasferì in Unione Sovietica.

## Biografia
Nato da una povera famiglia della Finlandia quando il paese era governato dallo Zar di Russia, si iscrisse al Partito Operaio Socialdemocratico Russo nel 1904, e l'anno successivo, durante la Rivoluzione russa del 1905, istituì a Helsinki un corpo di Guardie Rosse per combattere contro le truppe governative. Tra il 1906 ed il 1916 lavorò come giornalista, e nel 1908 fu eletto alla Dieta finlandese.
Dopo il crollo dell'Impero russo, con la Rivoluzione del 1917, la Finlandia divenne una repubblica indipendente; Kuusinen entrò a far parte del governo rivoluzionario che controllava Helsinki ed il sud-est del paese, ma nel 1918 il nuovo governo venne rovesciato da una controrivoluzione "bianca" operata da cadetti e filo-monarchici e Kuusinen fuggì a Mosca. Fu tra i fondatori del Partito Comunista Finlandese (agosto 1918) e in seguito fu uno dei delegati sovietici alla Terza Internazionale; continuò a lavorare per il Comintern per oltre vent'anni.
Nel 1939 fu posto a capo del governo marxista denominato da lui stesso "governo popolare della Repubblica Democratica Finlandese" che era stato istituito a Terijoki dall'Unione Sovietica durante la guerra finnico-sovietica (1939-1940) e successivamente (1940-1958) fu presidente della Repubblica Socialista Sovietica Carelo-Finlandese, istituita nei territori sottratti alla Finlandia, fin quando lo stato entrò a far parte della Russia. Fino alla sua morte, fece parte del Comitato Centrale del Partito Comunista dell'Unione Sovietica.

### Vita privata
Kuusinen si sposò una prima volta nel 1902 con Saima Dahlström, da cui ebbe sei figli: Aino Elina (1901–1903), Hertta Elina (1904–1974), Esa Otto Wille (1906–1949), Riikka-Sisko (n. 1908), Heikki (n. 1911) e Taneli (n. 1913). Tra questi, Hertta seguì le sue orme e divenne deputata al Parlamento Finlandese tra le file del Partito Comunista.
All'inizio degli anni Venti, dopo il trasferimento in Russia, la relazione con Saima finì e Kuusinen sposò Aino Sarola (1886-1970), anch'essa attivista politica. Aino fu imprigionata durante le persecuzioni di Stalin e venne rilasciata soltanto nel 1955, manifestando una profonda amarezza poiché suo marito non aveva fatto nulla per liberarla.
Nel 1936, Kuusinen si innamorò appassionatamente dell'armena Marina Amiragova, di ben 31 anni più giovane di lui, a cui rimase legato fino alla morte. I due non erano ufficialmente sposati ma mantennero segreta tale circostanza; anche la loro figlia Violetta, nata nel 1937 e vissuta solo 11 mesi, non venne registrata all'anagrafe.

## Opera
Dal punto di vista letterario, Kuusinen fu l'autore del volume I fondamentali del marxismo-leninismo, considerato un'opera molto importante per la dialettica marxista e leninista. Al Cremlino la sua ideologia venne definita "liberale" e fu appoggiata da Nikita Chruščëv, che la usò come arma politica da lanciare contro Mao Zedong. Il suo Manuale del marxismo-leninismo fu approvato ed arricchito da Ernesto Che Guevara, che vi allegò il libretto Il partito marxista-leninista (1963).
Nel 1958 Kuusinen fu eletto all'unanimità membro dell'Accademia delle scienze dell'URSS. Morì sei anni dopo e le sue ceneri furono sepolte nella necropoli delle mura del Cremlino.